# Five Easy Pieces
Five Easy Pieces är en amerikansk film från 1970 i regi av Bob Rafelson, med manus av Carole Eastman (under pseudonymen Adrien Joyce). I de ledande rollerna syns Jack Nicholson, Karen Black och Billy Green Bush. Nicholson gör här rollen som en pianist från en överklassfamilj som medvetet valt att jobba med andra saker, exempelvis på ett oljefält.
Denna film blev den första Jack Nicholson gjorde efter sitt genombrott med Easy Rider och den spelades in under 41 dagar kring årsskiftet 1969–1970. 
Filmen, som kostade 876 000 dollar att spela in, blev både en kommersiell framgång och en kritikerframgång. Den vann New York Film Critics Award i kategorierna "Bästa film", "Bästa regissör" och "Bästa kvinnliga biroll" (Karen Black). Filmen stärkte det då trendiga produktionsbolaget BBS rykte och förbättrade Nicholsons karriär ytterligare. 
Filmen hade amerikansk premiär 12 september 1970 och svensk premiär 15 mars 1971.

## Rollista
| Jack Nicholson      | – Robert Eroica Dupea |
| Karen Black         | – Rayette Dipesto     |
| Susan Anspach       | – Catherine Van Oost  |
| Lois Smith          | – Partita Dupea       |
| Ralph Waite         | – Carl Fidelio Dupea  |
| Billy Green Bush    | – Elton               |
| Irene Dailey        | – Samia Glavia        |
| Toni Basil          | – Terry Grouse        |
| Helena Kallianiotes | – Palm Apodaca        |
| William Challee     | – Nicholas Dupea      |
| John P. Ryan        | – Spicer              |
| Fannie Flagg        | – Stoney              |
| Marlena MacGuire    | – Twinky              |
| Sally Ann Struthers | – Shirley "Betty"     |
| Lorna Thayer        | – Servitris           |
| Richard Stahl       | – Ljudtekniker        |